# Pedrovo
Pedrovo este o localitate din comuna Nova Gorica, Slovenia, cu o populație de 16 locuitori.